# Centre d'art daphne
Le centre d’art daphne est un centre d'artistes fondé et géré par des Autochtones et consacré à l’art contemporain autochtone situé sur la rue Saint-Hubert dans le quartier Rosemont à Montréal.

## Historique
Fondé en 2020 par les artistes Nadia Myre, Skawennati, Hannah Claus et Caroline Monnet. daphne est le premier centre d’artistes autogéré autochtone dans la province de Québec. Il est nommé en l’honneur de l’artiste Anishinaabe Daphne Odjig, qui a été la première artiste autochtone à fonder pour ses pairs un tel espace au début des années 1970 à Winnipeg avec la New Warehouse Gallery.
À l'automne 2020, Lori Beavis a été embauchée comme première directrice de daphne. Elle décrit la mission de daphne comme étant un lieu de rassemblement centré sur le travail d’artistes autochtones. L'exposition inaugurale, tenue du 8 mai au 26 juin 2021, s'intitule Parure. Elle présente le travail de l’artiste multidisciplinaire wendat Teharihulen Michel Savard et elle est commissariée par Hannah Claus.  